# Umarell

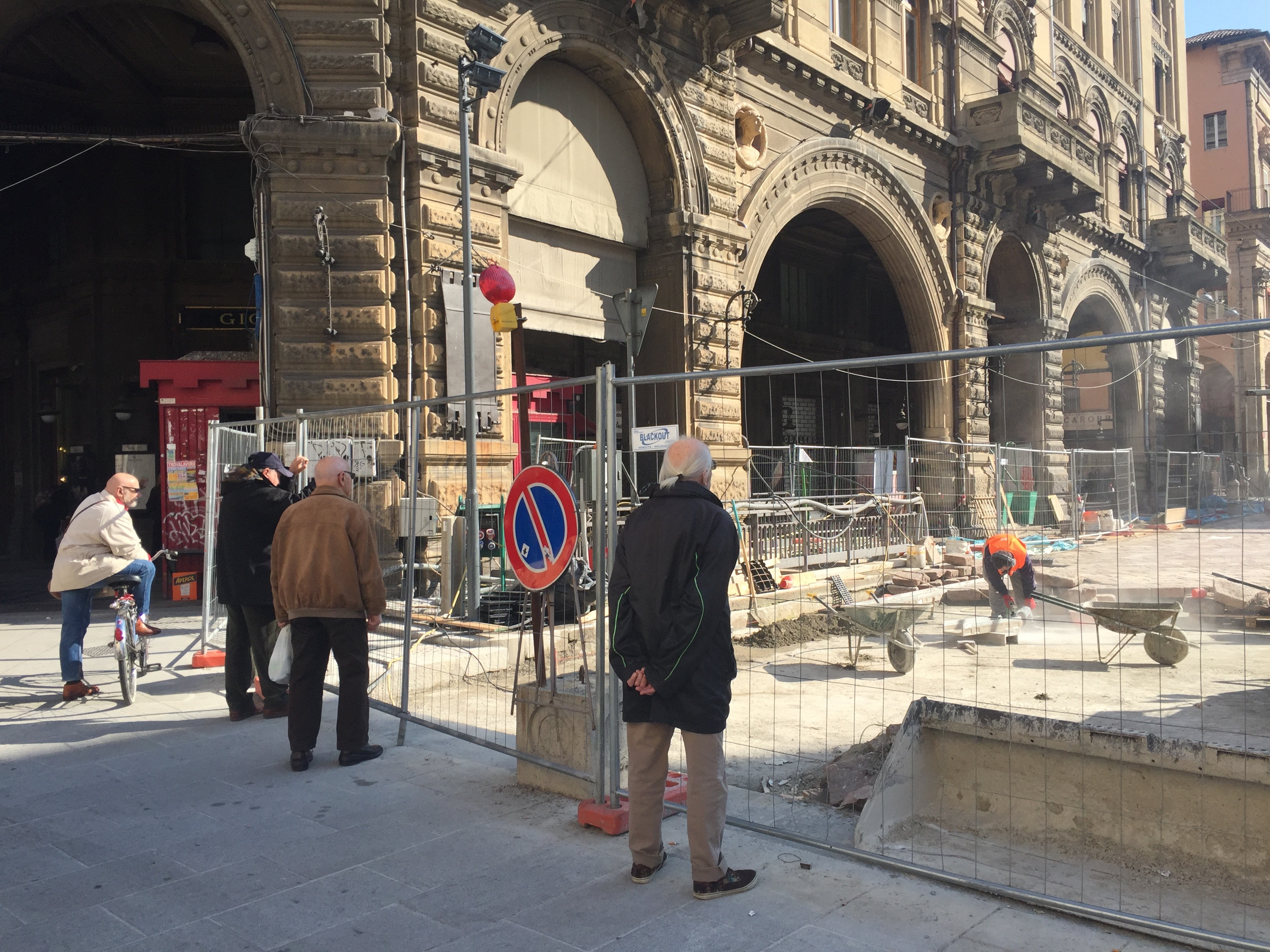
Umarells observant la pavimentació en una cantonada del Palazzo Re Enzo a la via Rizzoli, Bolonya (2016)

Umarell (pronunciació, en italià |umaˈrɛl|; adaptació italiana del terme del dialecte bolonyès umarèl |umaˈrɛːl|) és un terme de l'argot que es fa servir a Bolonya per referir-se específicament als homes en edat de jubilació que passen el temps observant zones de construcció o obres, especialment pavimentacions de carrers i carreteres - segons l'estereotip, amb les mans agafades per l'esquena i donen consells no demanats. El significat literal del terme és "petits homes" (també |umarèin|) i alguns cops s'associa amb el terme zdaura (o żdåura |ˈðdʌu̯ra|), que fa referència a la dona d'un umarell. El terme s'utilitza com a burla tova o com a autoironia.
El terme modern va ser popularitzat l'any 2005 per l'escriptor local Danilo Masotti, que el va utilitzar en dos llibres i un blog. Al desembre de 2020, la paraula va ser afegida al diccionari italià Zingarelli.